# Mestaruussarja 1980
La Mestaruussarja 1980 fu la settantunesima edizione della massima serie del campionato finlandese di calcio, la cinquantesima come Mestaruussarja. Il campionato, con il nuovo formato a doppia fase, venne vinto dall'OPS per la seconda edizione consecutiva.

## Squadre partecipanti
| Club         | Città       | Stagione 1979                                                 |
| ------------ | ----------- | ------------------------------------------------------------- |
| Haka         | Valkeakoski | 6º posto in Mestaruussarja                                    |
| HJK          | Helsinki    | 3º posto in Mestaruussarja                                    |
| Ilves        | Tampere     | 1º posto nella fase per la salvezza                           |
| KPT Kuopio   | Kuopio      | 4º posto in Mestaruussarja                                    |
| KPV          | Kokkola     | 3º posto nella fase per la salvezza                           |
| KTP          | Kotka       | 8º posto in Mestaruussarja                                    |
| KuPS         | Kuopio      | 2º posto in Mestaruussarja                                    |
| OPS          | Oulu        | Campione di Finlandia                                         |
| OTP          | Oulu        | 2º posto nella fase per la salvezza, 2º posto in I divisioona |
| Reipas Lahti | Lahti       | 5º posto in Mestaruussarja                                    |
| Sepsi-78     | Seinäjoki   | 4º posto nella fase per la salvezza, 3º posto in I divisioona |
| TPS          | Turku       | 7º posto in Mestaruussarja                                    |

## Prima fase

### Classifica finale
|  | Pos. | Squadra      | Pt | G  | V  | N  | P  | GF | GS | DR  |
|  | ---- | ------------ | -- | -- | -- | -- | -- | -- | -- | --- |
|  | 1.   | OPS          | 34 | 22 | 13 | 8  | 1  | 49 | 15 | +34 |
|  | 2.   | TPS          | 31 | 22 | 12 | 7  | 3  | 38 | 17 | +21 |
|  | 3.   | HJK          | 30 | 22 | 12 | 6  | 4  | 39 | 22 | +17 |
|  | 4.   | Haka         | 30 | 22 | 13 | 4  | 5  | 41 | 30 | +11 |
|  | 5.   | KTP          | 24 | 22 | 7  | 10 | 5  | 24 | 23 | +1  |
|  | 6.   | Ilves        | 19 | 22 | 5  | 9  | 8  | 30 | 34 | -4  |
|  | 7.   | Sepsi-78     | 19 | 22 | 7  | 5  | 10 | 36 | 48 | -12 |
|  | 8.   | KuPS         | 17 | 22 | 7  | 3  | 12 | 28 | 45 | -17 |
|  | 9.   | OTP          | 16 | 22 | 6  | 4  | 12 | 24 | 47 | -23 |
|  | 10.  | Reipas Lahti | 15 | 22 | 5  | 5  | 12 | 27 | 32 | -5  |
|  | 11.  | KPT Kuopio   | 15 | 22 | 5  | 5  | 12 | 29 | 36 | -7  |
|  | 12.  | KPV          | 14 | 22 | 2  | 10 | 10 | 20 | 36 | -16 |

Legenda:
      Ammesse alla fase per il titolo
      Ammesse alla fase per la salvezza
Note:
Due punti a vittoria, uno a pareggio, zero a sconfitta.

## Seconda fase

### Fase per il titolo
Nella fase per il titolo le squadre portavano la metà dei punti conquistati al termine della prima fase (arrotondati per eccesso nel caso di punteggio dispari).

#### Classifica finale
|  | Pos. | Squadra  | Pt | G  | V  | N  | P  | GF | GS | DR  |
|  | ---- | -------- | -- | -- | -- | -- | -- | -- | -- | --- |
|  | 1.   | OPS      | 26 | 29 | 15 | 13 | 1  | 70 | 30 | +40 |
|  | 2.   | Haka     | 24 | 29 | 16 | 8  | 5  | 57 | 37 | +20 |
|  | 3.   | HJK      | 24 | 29 | 15 | 9  | 5  | 48 | 29 | +19 |
|  | 4.   | TPS      | 23 | 29 | 14 | 10 | 5  | 48 | 29 | +19 |
|  | 5.   | KTP      | 19 | 29 | 9  | 13 | 7  | 36 | 39 | -3  |
|  | 6.   | Ilves    | 18 | 29 | 8  | 11 | 10 | 48 | 44 | +4  |
|  | 7.   | Sepsi-78 | 14 | 29 | 9  | 5  | 15 | 47 | 67 | -20 |
|  | 8.   | KuPS     | 11 | 29 | 7  | 5  | 17 | 35 | 63 | -28 |

Legenda:
      Campione di Finlandia e ammessa alla Coppa dei Campioni 1981-1982
      Vincitore della Suomen Cup 1980 e ammessa in Coppa delle Coppe 1981-1982
      Ammessa in Coppa UEFA 1981-1982
Note:
Due punti a vittoria, uno a pareggio, zero a sconfitta.

### Fase per la salvezza
Alla fase per la salvezza accedevano le squadre classificatesi dal nono al dodicesimo posto della prima fase e le prime quattro classificate nella I divisioona. Le squadre partivano con dei punti di bonus in base al piazzamento raggiunto nella prima fase.

#### Classifica finale
|  | Pos. | Squadra      | Pt | G | V | N | P | GF | GS | DR |
|  | ---- | ------------ | -- | - | - | - | - | -- | -- | -- |
|  | 1.   | KPT Kuopio   | 11 | 7 | 3 | 3 | 1 | 12 | 7  | +5 |
|  | 2.   | RoPS         | 11 | 7 | 3 | 2 | 2 | 14 | 11 | +3 |
|  | 3.   | MP           | 11 | 7 | 3 | 1 | 3 | 12 | 9  | +3 |
|  | 4.   | MiPK         | 11 | 7 | 4 | 1 | 2 | 14 | 12 | +2 |
|  | 5.   | Kuusysi      | 9  | 7 | 3 | 2 | 2 | 16 | 10 | +6 |
|  | 6.   | KPV          | 9  | 7 | 4 | 0 | 3 | 11 | 15 | -4 |
|  | 7.   | OTP          | 9  | 7 | 2 | 1 | 4 | 9  | 16 | -7 |
|  | 8.   | Reipas Lahti | 5  | 7 | 1 | 0 | 6 | 14 | 22 | -8 |

Legenda:
      Ammesse in Mestaruussarja
      Ammesse in I divisioona
Note:
Due punti a vittoria, uno a pareggio, zero a sconfitta.
Punti di bonus:
OTP e MP: 4 punti
Reipas Lahti e RoPS: 3 punti
KPT Kuopio e MiPK: 2 punti
KPV e Kuusysi: 1 punto